# Mónica Carazo Gómez
Mónica Carazo Gómez (Zamora, 14 d'abril de 1984) és una política i arquitecta espanyola del Partit Socialista Obrer Espanyol (PSOE), diputada a la desena legislatura de l'Assemblea de Madrid.
Nascuda el 14 d'abril de 1984 a Zamora (Castella i Lleó), es va llicenciar en arquitectura per l'Escola Tècnica Superior d'Arquitectura de Madrid de la Universitat Politècnica de Madrid.
Regidora del Ajuntament de Rivas-Vaciamadrid, va ser inclosa com a candidata número 24 de la llista del Partit Socialista Obrer Espanyol per a les eleccions a l'Assemblea de Madrid de maig de 2015 encapçalada per Ángel Gabilondo, i va entrar a formar part de la desena legislatura del parlament regional.
El 2016, després de penjar un vídeo de 2009 relatiu al cas Espies (de seguiments il·legals entre membres del PP regional), en el qual apareixia la llavors diputada regional Cristina Cifuentes infravalorant el cas en seu parlamentària, Carazo va rebre amenaces de mort a través de la xarxa Twitter.
Al novembre de 2017 va ser escollida com la nova secretària general de l'agrupació local socialista a Rivas-Vaciamadrid.
Cap de llista de la candidatura del PSOE per a les eleccions municipals de 2019 a Rivas-Vaciamadrid, la candidatura del PSOE va passar de ser la cinquena a la segona en nombre de vots, empatant en nombre de regidors (7) amb la llista més votada, la candidatura d'Izquierda Unida Rivas-Equo-Más Madrid encapçalada per l'alcalde Pedro del Cura.